# Harishpur
Harishpur (Bengali:হরিশপুর) é uma vila no distrito de Barddhaman, no estado indiano de Bengala Ocidental.

## Demografia
Segundo o censo de 2001, Harishpur tinha uma população de 8401 habitantes. Os indivíduos do sexo masculino constituem 55% da população e os do sexo feminino 45%. Harishpur tem uma taxa de literacia de 57%, inferior à média nacional de 59,5%: a literacia no sexo masculino é de 66% e no sexo feminino é de 46%. Em Harishpur, 13% da população está abaixo dos 6 anos de idade.